# 礼安镇
礼安镇是中国四川省广安市武胜县下辖的一个镇，位于武胜县西北部，南、西、北三面滨嘉陵江，东与岳池县嘉陵乡交界。面积18.4平方公里，居民3149户，15164人（2000年）。镇人民政府驻礼安寨口，距县城沿口镇18公里。

## 历史沿革
明清两朝属岳池县平滩场地，民国28年分设礼安乡，1952年3月由岳池县划入武胜县。

## 行政区划
礼安镇下辖以下地区：
跃进路社区、葵树村、永镇村、火花村、天桥村、长坡村、观音坝村、半边街村、马鞍山村和越江村。

## 学校
礼安初中、礼安小学和村小9所。 